# Ecotage
Ecotage (porte-manteau van eco- en sabotage, anglicisme) omvat alle vormen van vernieling, die worden uitgevoerd door milieuactiegroepen met als doel natuurbescherming.
Het begrip stamt uit 1972. Bijna synoniem is het Engelse begrip monkeywrenching. Sommige tegenstanders van deze actievorm en sommige Amerikaanse overheidsinstanties gebruiken als aanduiding het neologisme "ecoterrorisme". Voorbeelden van organisaties waarvan leden dergelijke tactieken voorstaan zijn het Earth Liberation Front (Nederland: Earth Liberation Front Nederland of ELFN), Animal Liberation Front (Nederland: Dieren Bevrijdings Front), Earth First! (Nederland en België: GroenFront!).
Het Earth Liberation Front beweert dat ecotage geen geweld of directe confrontatie met politie, politici of enige andere autoriteiten hoeft in te houden, omdat de acties in het geheim worden uitgevoerd op tijdstippen van de dag waarop de risico's op dodelijke afloop nihil zijn.
Sommige vormen van ecotage, zoals het slaan van spijkers in bomen (tree spiking) met als doel het onklaar maken van het gereedschap van de houthakkers (zoals kettingzagen) en het verminderen van de economische waarde van het hout kunnen echter ook na de actie nog gevaar veroorzaken voor buitenstaanders.
Andere vormen van ecotage zijn het onklaar maken van machines (bijvoorbeeld in de wegenbouw om een weg tegen te houden) en het vernielen van teelvelden met gengewassen.
Burgerlijke ongehoorzaamheid, zoals het boomzitten, valt strikt gezien buiten ecotage, maar wordt er vaak mee geassocieerd. Deze actievorm wordt door Nederlandse en Belgische milieuactivisten in veel gevallen als meer effectief gezien, met name als het doel de beïnvloeding van de publieke opinie is, zoals bij de actie van GroenFront! tegen het kappen van de bomen bij Schinveld in eind 2005 – begin 2006.